# T Tauri-stjärna
T Tauri-stjärnor (eng.: T Tauri stars), ofta förkortat TTS, är en klass variabla stjärnor som har fått sitt namn efter prototypen - T Tauri. De existerar nära molekylmoln och kan identifieras av deras optiska varierande styrka och starka kromosfäriska linjer. 

## Egenskaper
T Tauri-stjärnor befinner sig i ett utvecklingsstadium före huvudserien och är de yngsta synliga stjärnorna med spektraltyp F, G, K, och M (<2 solmassor). Deras yttemperatur är liknande för huvudseriestjärnor, men de är markant mer ljusstarka på grund av deras större radie. Temperaturen i kärnan är för låg för vätefusion. Istället drivs de av gravitationell energi som frigörs när stjärnan drar ihop sig till en huvudseriestjärna, vilka de blir efter ungefär 100 miljoner år. Normalt roterar de med en period mellan en och tolv dagar, jämfört med en månad för solen, och de är väldigt aktiva och uppvisar en varierande ljusstyrka.
Det finns tecken på att stora delar täcks av stjärnfläckar, de sänder ut intensiv och fluktuerande röntgen- och radiostrålning (omrkring 1000 gånger mer än solen). Många har extremt kraftiga solvindar. Runt T Tauri-stjärnor misstänks finnas en stor mängd mindre objekt (protoplaneter och planetesimaler) i ackretionsskivan, vilket också bidrar till ljusstyrkan.
Analogt till T Tauri-stjärnor finns motsvarigheter för tyngre stjärnor. De med massa mellan 2 och 8 solmassor genomgår en fas som Herbig-Ae/Be-stjärnor. För än tyngre stjärnor med en massa över 8 solmassor kan detta stadium i stjärnans utveckling inte observeras eftersom de utvecklas väldigt fort och när det omkringliggande molnet av gas och stoft skingras har vätefusion redan påbörjats och de är huvudseriestjärnor.